# Puente de A Palabra
El puente de A Palabra es un puente con pilares en forma de V que cruza el río Lérez en el barrio de Monte Porreiro de la ciudad española de Pontevedra. Fue inaugurado en 2011 y conecta el barrio de Monte Porreiro con la parroquia civil de Lérez.

## Ubicación
El puente está situado en la parte baja del barrio de Monte Porreiro, al final de la avenida de Buenos Aires, a 500 metros de la playa del Lérez, río arriba.

## Historia
El proyecto para la construcción del Puente de la Palabra nació en la década de 2000 de la necesidad de conectar el barrio de Monte Porreiro con la parroquia civil de Lérez mediante una carretera hasta la zona de Porta do Sol, muy cerca del  Monasterio de San Salvador de Lérez, al tiempo que se pretendía mejorar el acceso al Hospital Montecelo desde el norte del municipio y la carretera N-550 hasta la N-541 y descongestionar el tráfico en la parte este de la ciudad.
La Diputación de Pontevedra licitó el proyecto y las obras en 2007. Tras varios avatares, la construcción del puente comenzó finalmente en 2010. Fue inaugurado el 30 de diciembre de 2011 por la entonces ministra de Fomento, Ana Pastor, convirtiéndose así en el sexto puente de la ciudad.
El 21 de marzo de 2012, con motivo del Día de la Poesía, la escritora Fina Casalderrey apadrinó un acto en el que participaron escolares de Monte Porreiro y Lérez en el que propusieron que el puente se llamase Puente de A Palabra como unión simbólica entre estos dos barrios pontevedreses y como signo de concordia, amistad y encuentro.

## Descripción
Se trata de un puente formado por dos series de pilares en forma de V de hormigón armado. Estos pilares no afectan al cauce del río, un lugar protegido declarado Lugar de importancia comunitaria (LIC) en 2000.
La longitud total del Puente de A Palabra es de 170,48 metros. La viga central, que forma el vano central del puente, tiene una anchura de 14,70 metros y una longitud total de 54. El tablero es de hormigón pretensado y los estribos y pilares son de hormigón armado.
El puente tiene dos carriles para el tráfico de vehículos, un carril bici, dos aceras para peatones, barandillas metálicas azules e iluminación. Está equipado con badenes en el extremo más cercano al barrio de Monte Porreiro y el límite de velocidad es de 30 kilómetros por hora.

## Galería de imágenes

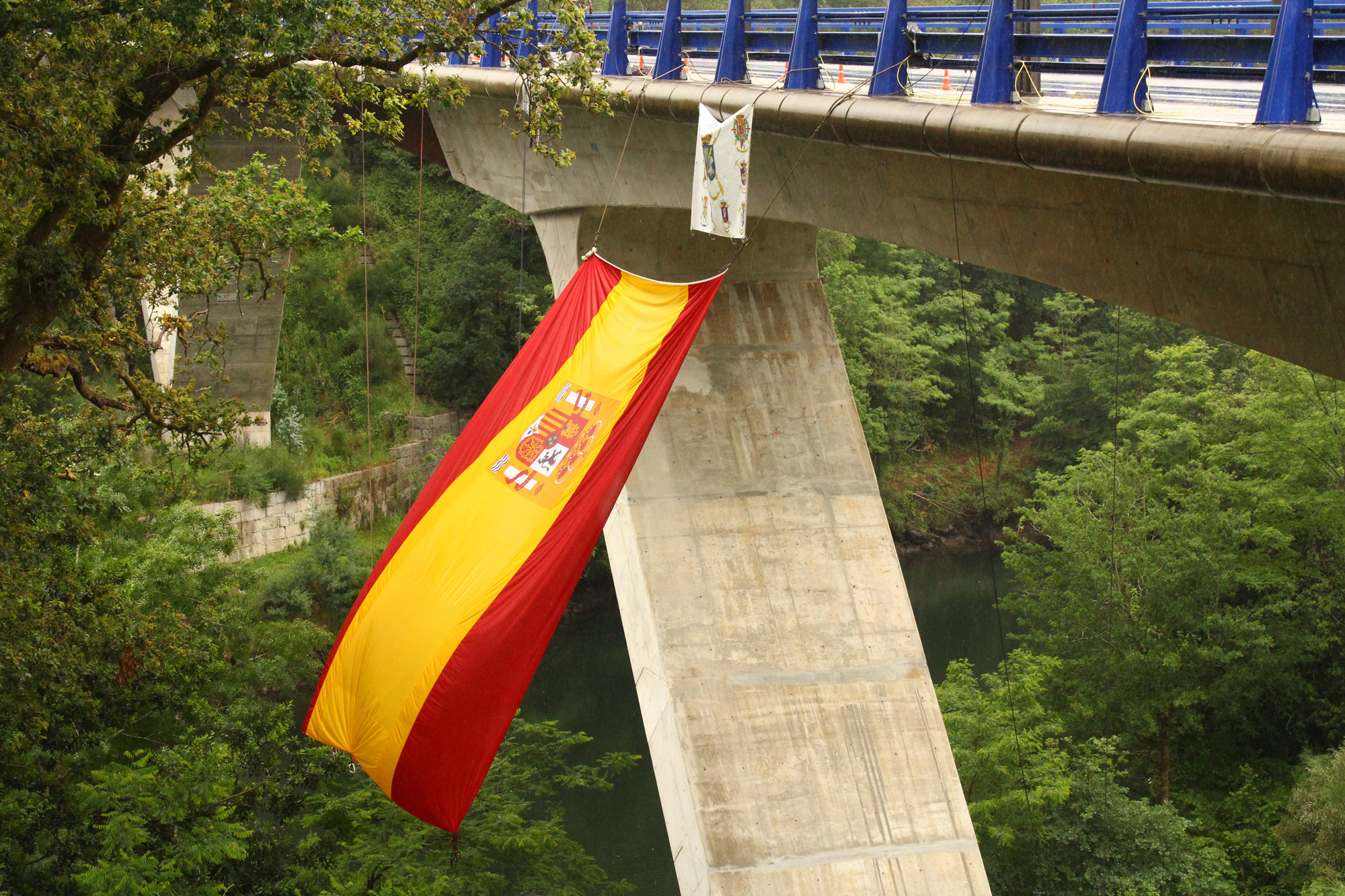
Puente con pilares en V con barandilla azul
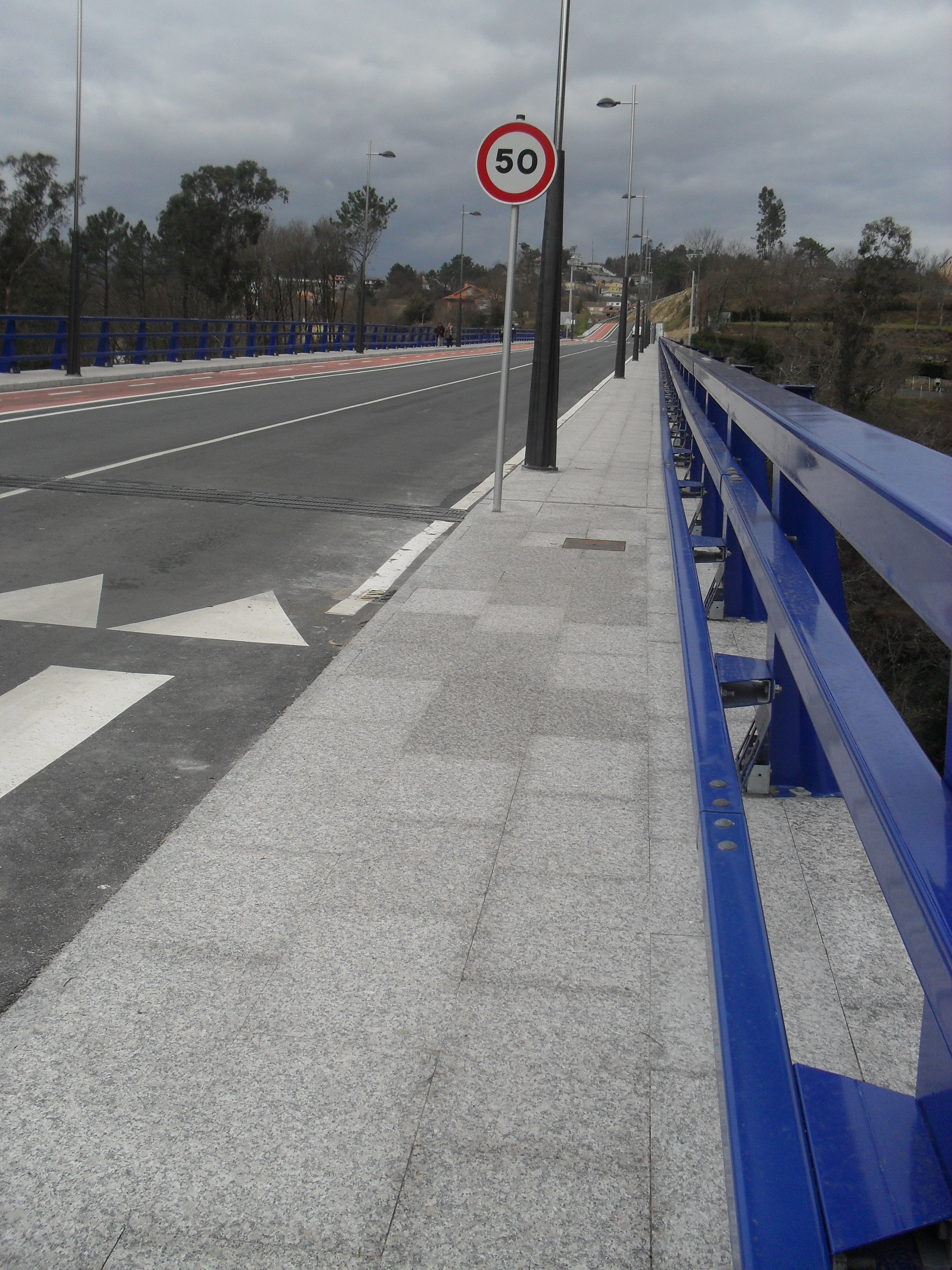
El puente con carril bici en el lado izquierdo